# Ancrum
Ancrum est un village situé dans les Scottish Borders en Écosse.